# 中郡二十六カ町村組合立奈珂中学校
中郡二十六カ町村組合立奈珂中学校（なかぐんにじゅうろっかちょうそんくみあいりつなかちゅうがっこう）または金目村外二十六カ町村組合立奈珂中学校は、神奈川県中郡大根村（秦野市）にあった公立旧制中学校であり、中郡六カ町村組合立育英学校の後身、神奈川県立秦野高等学校の前身である。

## 沿革

### 略歴
私立育英学校の郡制廃止と関東大震災による経営困難に対処するため、1924年（大正13年）4月に大根村、土沢村、金目村、旭村、金田村、秦野町の六か町村による中郡六カ町村組合立育英学校を創立し、同年12月に組合への参加町村増加により中郡二十六カ町村組合立育英学校へ改称した。町村組合は1925年（大正14年）5月16日に認可され、事務を開始した。この組合設立の目的は中郡北部に5年制中学校を設立することであったため、1926年（大正15年）3月4日、「奈珂中学校設立認可」が下り、同年4月、本校が大根村大根小学校講堂を仮校舎として開校し、育英学校は発展的解消となった。
同年9月6日、大根村より無償で提供された校地に新校舎が竣工し、本校は同村下大槻広畑に移転した。1929年（昭和4年）、校名を神奈川県奈珂中学校と改称した。1930年（昭和5年）頃から経営が困難となり、1932年（昭和7年）11月の大暴風雨はこれに拍車をかけた。このような中、同年中に本校を県立に移管することが学校組合会で決議され、県へ「神奈川県奈珂中学校移管願」が提出された。そして1935年（昭和10年）4月より本校を県へ移管することが条件付で決定されたが、県への移管条件の一つ県立盲唖学校寄宿舎建設費として15,000円を中郡盲人学校設立者が負担することの充足が問題となった。この条件を充足させるため、平塚市が6,500円を分担することに同市議会が反対したのだった。これにより4月の県への移管は延期となった。県への移管は同年11月1日になされ、これを以て神奈川県立秦野中学校が創立された。

### 年表
- 1924年（大正13年）
  - 4月 - 秦野町、金目村他6町村による中郡六カ町村組合立育英学校創立。
  - 12月 - 組合への参加町村増加により中郡二十六カ町村組合立育英学校となる。
- 1925年（大正14年）5月 - 組合認可、事務開始。
- 1926年（大正15年）
  - 4月 - 育英学校の発展的解消により本校創立（秦野高校創立年）。大根村に移転。
  - 9月 - 新校舎、同村下大槻広畑に落成。本校移転（以後の後身校所在地）。
  - 10月29日 - 開校式。
- 1929年（昭和4年）3月 - 神奈川県奈珂中学校と改称。
- 1935年（昭和10年）11月1日 - 県へ移管、神奈川県立秦野中学校創立。

## 学校行事
遠足（日帰り）、修学旅行（1泊以上）が行われており、その伝統は秦野高等学校にも引き継がれているが、修学旅行の回数が多かった時期がある。
遠足は1926年（大正15年）度は1・2年生、1927年（昭和2年）度は1年生のみだった。1928年（昭和3年）から1930年（昭和5年）度は1年生から3年生だった。行き先は県内の他、東京、静岡等であった。
修学旅行は1926年（大正15年）度は3年生から5年生、1927年（昭和2年）度は2年生から4年生、1928年（昭和3年）から1930年（昭和5年）度は4年生のみだった。行き先は箱根、静岡、日光、関西であった。

## 進路状況
| 年度               | 進学率 |
| 1929年（昭和4年）  | 23%    |
| 1930年（昭和5年）  | 32%    |
| 1931年（昭和6年）  | 25%    |
| 1932年（昭和7年）  | 25%    |
| 1933年（昭和8年）  | 41%    |
| 1934年（昭和9年）  | 30%    |
| 1935年（昭和10年） | 42%    |

進学先は神奈川師範学校（横浜国立大学の前身）がもっとも多くみられたが、以下の官立学校への進学もみられた。旧制高等学校では第四高等学校（金沢大学の前身）や第八高等学校（名古屋大学の前身）等のナンバースクールや弘前高等学校（弘前大学の前身）や富山高等学校（富山大学の前身）等のネームスクール、その他の官立学校として東京商科大学（一橋大学の前身）予科、東京高等師範学校（筑波大学の前身）、地元では横浜高等商業学校（横浜国立大学の前身）、横浜高等工業学校（同前身）等。私立学校では早稲田大学高等学院、東京物理学校（東京理科大学の前身）等が多くみられた。

## その他
校名の由来は以下のような建学の理想を校名に表したものである。「奈珂」とは中を意味する。そしてこの「珂」(白メノウのような宝石)は磨けば光ることを表し、またそのような子弟を神奈川県中央部で集めることを表す。これを以て、社会に役立つ人材を大いに育成したいという理想を表した。